# 東円寺 (杉並区)
東円寺（とうえんじ）は、東京都杉並区にある真言宗豊山派の寺院。

## 概要
1573年（天正元年）、佑海によって開山した。
ただ、江戸幕府昌平坂学問所が編纂した『新編武蔵風土記稿』によると、開山は「秀海」、開基は「村民半六」としている。

## 境内

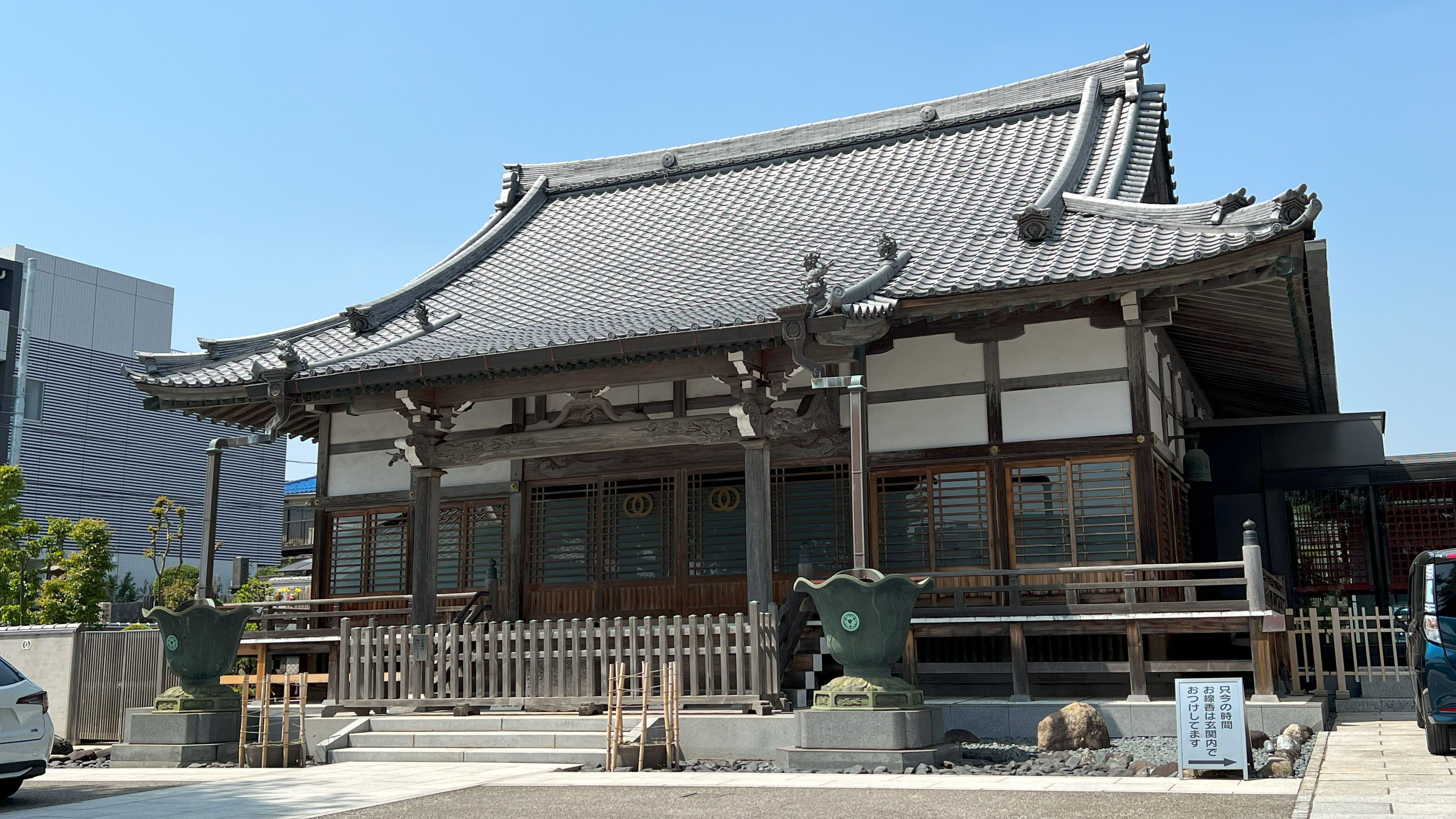
本堂
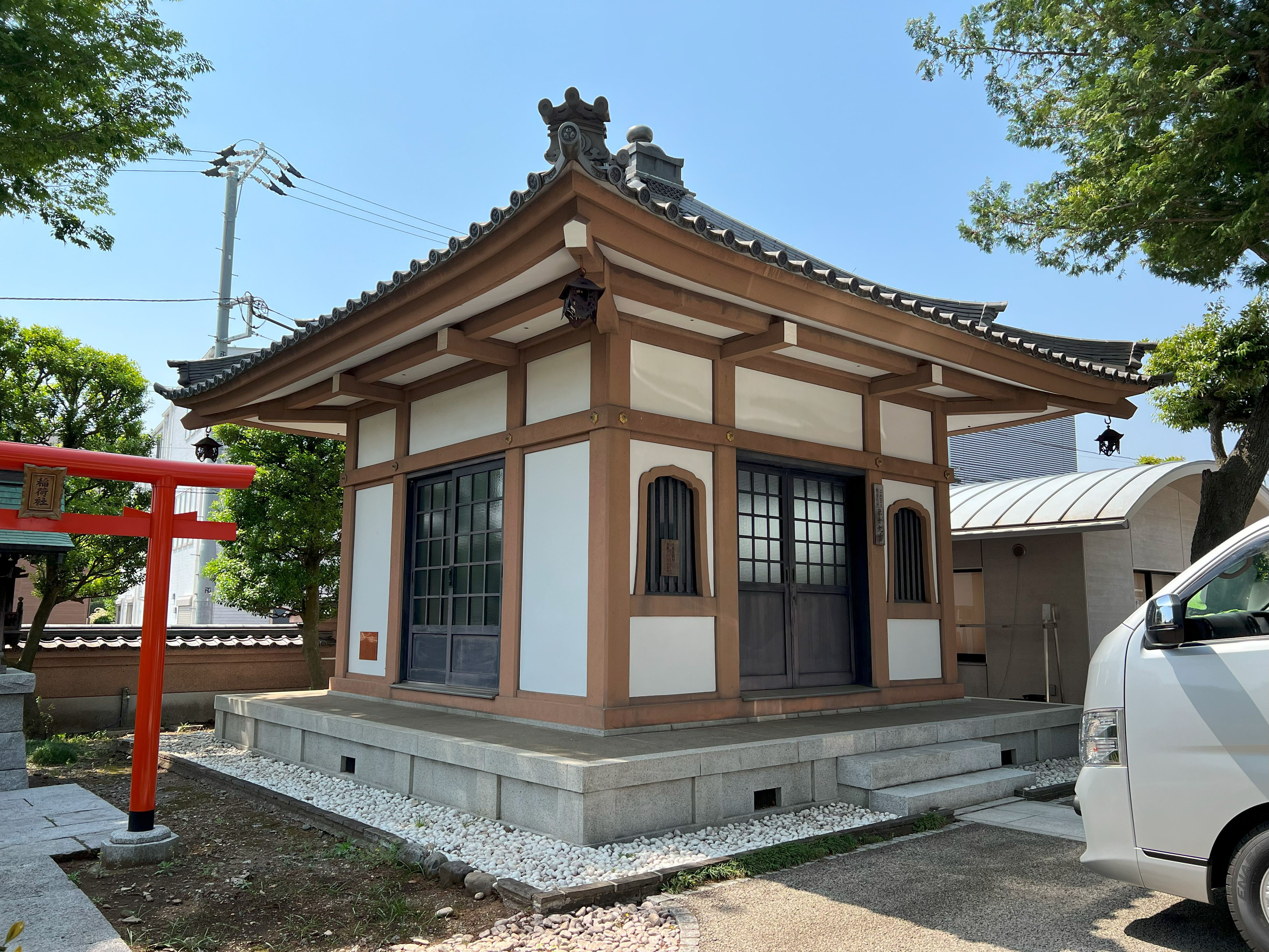
観音堂
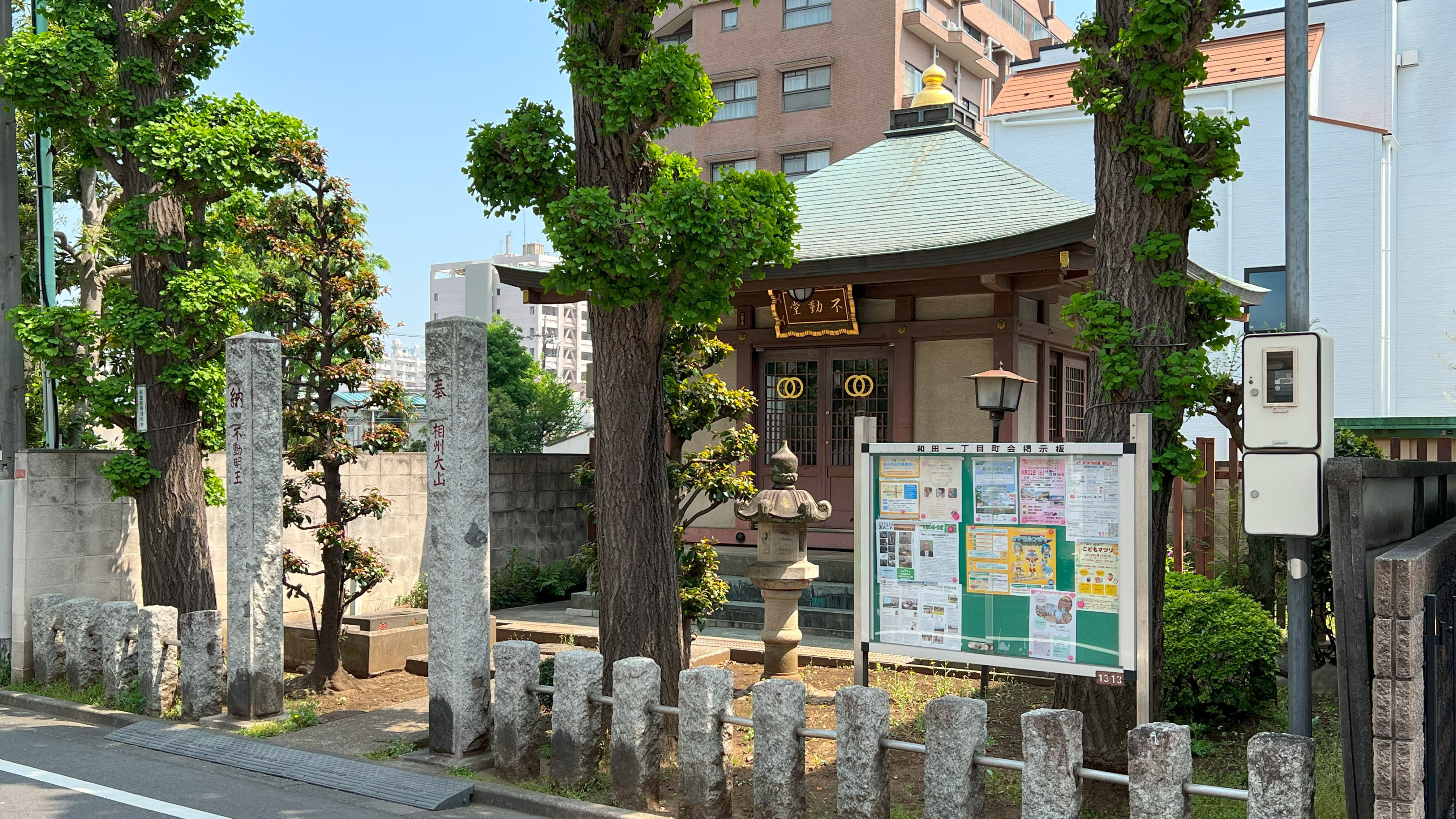
近隣にある和田不動堂。東円寺の境外仏堂になっている。

江戸城築城の際に、九州から来た三谷氏によって改築されたという。1932年（昭和7年）にも改修されている。
- 観音堂
- 六地蔵石像

- 本堂
- 観音堂
- 近隣にある和田不動堂。東円寺の境外仏堂になっている。

## 交通アクセス
- 東京メトロ丸ノ内線 中野富士見町駅より徒歩8分
- 京王バス「母子寮前」停留所より徒歩
  - 宿32系統 新宿駅西口～佼成会聖堂前
  - 宿35系統 新宿駅西口～杏林大学杉並病院
  - 中71系統 中野駅～永福町